# Liste der Kulturdenkmale in Meuselwitz (Colditz)
In der Liste der Kulturdenkmale in Meuselwitz sind die Kulturdenkmale des Colditzer Ortsteils Meuselwitz verzeichnet, die bis Mai 2024 vom Landesamt für Denkmalpflege Sachsen erfasst wurden (ohne archäologische Kulturdenkmale). Die Anmerkungen sind zu beachten.
Diese Aufzählung ist eine Teilmenge der Liste der Kulturdenkmale in Colditz.

## Meuselwitz
| Bild                                    | Bezeichnung                                                                                               | Lage                               | Datierung                 | Beschreibung | ID       |
| --------------------------------------- | --- | ---------------------------------- | ------------------------- | --- | -------- |
| Direkt Bild zu diesem Denkmal hochladen | Wohnstallhaus, Seitengebäude, Scheune und Hofpflasterung eines Dreiseithofes                              | Meuselwitzer Dorfstraße 1 (Karte)  | 1. Hälfte 19. Jahrhundert | Geschlossene Hofanlage mit bemerkenswerter Fachwerksubstanz, heimat- und baugeschichtlich von Bedeutung. - Wohnstallhaus: Erdgeschoss massiv, Obergeschoss Fachwerk, Satteldach, Stallscheune: teils massiv, teils Fachwerk, Giebel verbrettert, Satteldach, alte Fenster - Scheune: teils massiv in Bruchstein, teils Fachwerk, Satteldach, vorgezogener Kellereingang | 08971108 |
| Direkt Bild zu diesem Denkmal hochladen | Wohnstallhaus, Auszugshaus, Seitengebäude, Scheune, Hofpflasterung und Vorgarten eines Vierseithofes      | Meuselwitzer Dorfstraße 4 (Karte)  | 1875–1876                 | Wohnstallhaus verputzter Massivbau mit Porphyrtuffelementen, Auszugshaus und Seitengebäude Fachwerkbauten, ortstypisches und ortsbildprägendes Gehöft, schöne Giebel mit Zwillingsfenstern, bau- und heimatgeschichtlich von Bedeutung. - Wohnstallhaus: massiv, zweigeschossig, Satteldach, Porphyrtuffgewände, Tür bezeichnet mit „A. A. Arnold 1875“, Kuhstall mit Porphyrtuffsäulen, zur Wohnung ausgebaut - Auszugshaus: Erdgeschoss und Giebel massiv, Obergeschoss Fachwerk, Satteldach, teilweise Porphyrtuffgewände - Seitengebäude (Pferdestall): Erdgeschoss und Giebel massiv, Obergeschoss Fachwerk, Zwerchhaus, Erdgeschossöffnungen zum Teil verändert, datiert mit 1876 - Scheune: massiv, Bruchstein und Ziegel, ursprüngl. teilweise Fachwerk, Satteldach | 08971106 |
| Direkt Bild zu diesem Denkmal hochladen | Denkmal für die Gefallenen des Ersten Weltkrieges                                                         | Meuselwitzer Hauptstraße (Karte)   | Um 1920                   | Kunststeinstele mit Inschrift und Relief, zeit- und ortsgeschichtlich von Bedeutung. Kunststein, Kreuz abgeschlagen. | 08971112 |
| Direkt Bild zu diesem Denkmal hochladen | Wohnstallhaus, zwei Seitengebäude, Scheune, Toreinfahrt und Vorgarten mit Einfriedung eines Vierseithofes | Meuselwitzer Hauptstraße 2 (Karte) | Mitte 19. Jahrhundert     | Verputzte Massivbauten, Wohnstallhaus mit Drillingsfenster im Giebel, stattliche Hofanlage von entscheidender ortsbildprägender Bedeutung, heimat- und baugeschichtlich von Bedeutung. - Wohnstallhaus: Putzbau, zweigeschossig, Satteldach, Porphyrtuffgewände, sehr schöne Giebelgestaltung mit Zwillings- und Rundfenster - Seitengebäude (Pferdestall mit ehem. Knechtstuben): Putzbau, Satteldach mit Zwerchhaus, originale Details – Fenster und Tür - große Scheune: massiv in Bruchstein, zwei Tore mit Flachbögen, über Kellereingang in der Mitte Schlussstein: IGG 1793, Satteldach, Umbauten - Nebengebäude: Putzbau, Satteldach, Öffnungen in jüngerer Zeit verändert, zum Teil noch Porphyrtuffgewände - Vorgarteneinfriedung: schmiedeeiserner Zaun          | 08971111 |
| Direkt Bild zu diesem Denkmal hochladen | Ehemaliger Gasthof (ehemals auch Schmiede), mit Saalanbau und Seitengebäude                               | Meuselwitzer Hauptstraße 3 (Karte) | Bezeichnet mit 1847       | Schlichter Putzbau mit Porphyrtuffelementen, Thermenfenster im Giebel, ortsbildprägende Lage, orts- und baugeschichtlich von Bedeutung. - Gasthof mit Schmiede: Putzbau mit Krüppelwalmdach, Porphyrtuffgewände, profilierte Türrahmung bezeichnet mit „F. G. 1847“, alte Fenster, schöne dreigeteilte Bogenöffnung am Giebel, rückwärtig Erweiterungsbau in Fachwerk mit Satteldach - Stallscheune: Bruchstein-/Ziegelmauerwerk, Satteldach, Einfahrt verändert, an der Scheune Einfahrt mit Garagentor zugesetzt | 08971109 |
| Direkt Bild zu diesem Denkmal hochladen | Häuslerhaus                                                                                               | Meuselwitzer Hauptstraße 9 (Karte) | Bezeichnet mit 1865       | Fachwerkbau, ortsbildprägend am Dorfausgang, heimat- und baugeschichtlich von Bedeutung. Erdgeschoss massiv, Porphyrtuffgewände, Tür bezeichnet: W. Albert 1865, Obergeschoss Fachwerk, Satteldach mit Schieferdeckung, Giebel verbrettert. | 08971110 |

## Tabellenlegende
- Bild: Bild des Kulturdenkmals, ggf. zusätzlich mit einem Link zu weiteren Fotos des Kulturdenkmals im Medienarchiv Wikimedia Commons. Wenn man auf das Kamerasymbol klickt, können Fotos zu Kulturdenkmalen aus dieser Liste hochgeladen werden:
- Bezeichnung: Denkmalgeschützte Objekte und ggf. Bauwerksname des Kulturdenkmals
- Lage: Straßenname und Hausnummer oder Flurstücknummer des Kulturdenkmals. Die Grundsortierung der Liste erfolgt nach dieser Adresse. Der Link (Karte) führt zu verschiedenen Kartendiensten mit der Position des Kulturdenkmals. Fehlt dieser Link, wurden die Koordinaten noch nicht eingetragen. Sind diese bekannt, können sie über ein Tool mit einer Kartenansicht einfach nachgetragen werden. In dieser Kartenansicht sind Kulturdenkmale ohne Koordinaten mit einem roten bzw. orangen Marker dargestellt und können durch Verschieben auf die richtige Position in der Karte mit Koordinaten versehen werden. Kulturdenkmale ohne Bild sind an einem blauen bzw. roten Marker erkennbar.
- Datierung: Baubeginn, Fertigstellung, Datum der Erstnennung oder grobe zeitliche Einordnung entsprechend des Eintrags in der sächsischen Denkmaldatenbank
- Beschreibung: Kurzcharakteristik des Kulturdenkmals entsprechend des Eintrags in der sächsischen Denkmaldatenbank, ggf. ergänzt durch die dort nur selten veröffentlichten Erfassungstexte oder zusätzliche Informationen
- ID: Vom Landesamt für Denkmalpflege Sachsen vergebene, das Kulturdenkmal eindeutig identifizierende Objekt-Nummer. Der Link führt zum PDF-Denkmaldokument des Landesamtes für Denkmalpflege Sachsen. Bei ehemaligen Kulturdenkmalen können die Objektnummern unbekannt sein und deshalb fehlen bzw. die Links von aus der Datenbank entfernten Objektnummern ins Leere führen. Ein ggf. vorhandenes Icon  führt zu den Angaben des Kulturdenkmals bei Wikidata.